# Stanisław Bereś

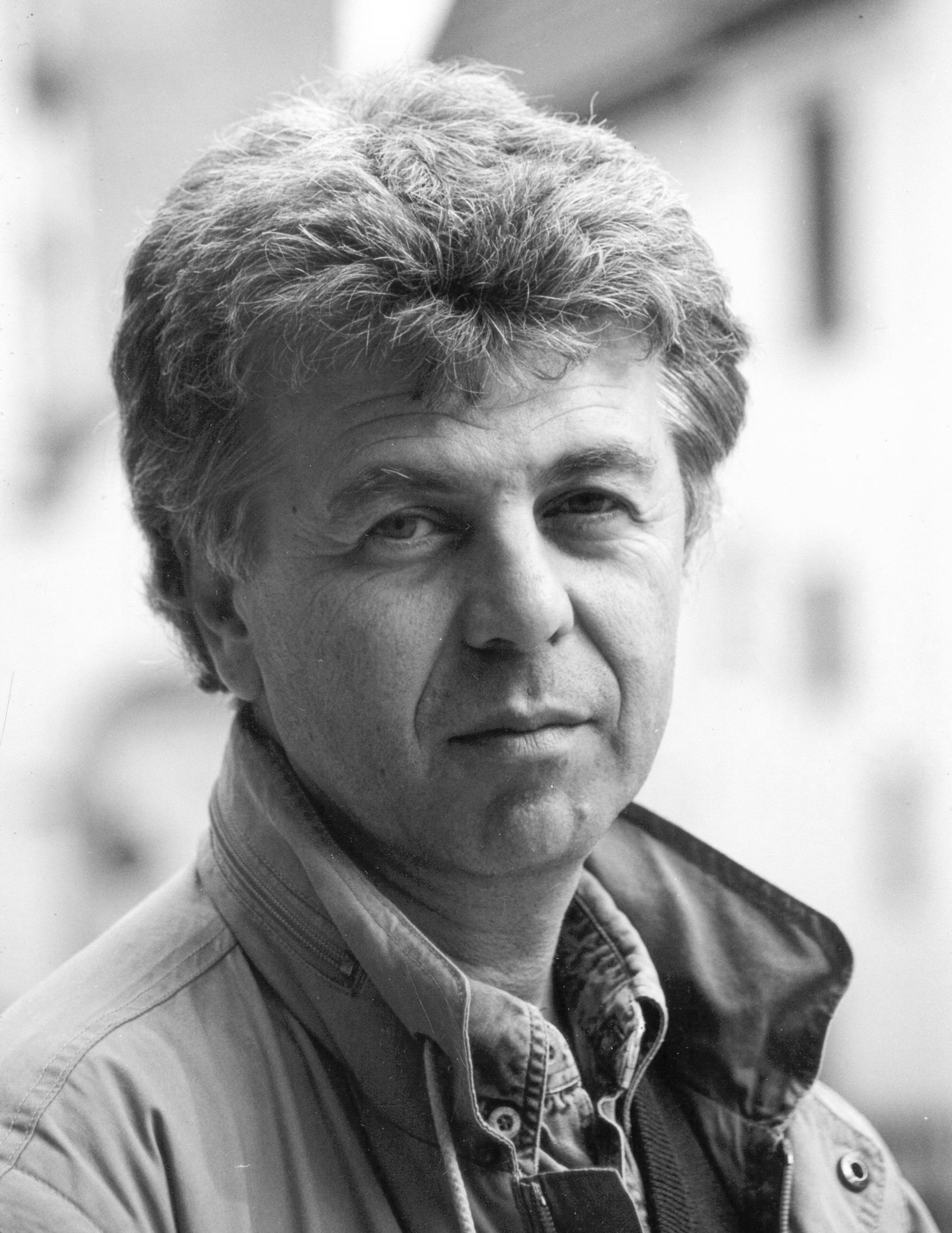
Stanisław Bereś

Stanisław Bereś (* 20. Mai 1950 in Wrocław) ist ein polnischer Literaturkritiker, Literaturhistoriker und Lyriker. In seinen wissenschaftlichen Untersuchungen beschäftigt er sich vorwiegend mit der polnischen Literatur des 20. Jahrhunderts.

## Leben
Bereś besuchte von 1964 bis 1968 das Gymnasium in Wrocław. Nach dem Abitur 1968 studierte er an der Hochschule für Landwirtschaft in Wrocław, nahm jedoch 1969 ein Studium der Polonistik an der Universität Warschau auf. Von 1972 bis 1973 studierte er zudem Kulturwissenschaften. 1973 erwarb er den Magister und wurde als Assistent am Institut für Polnische Philologie eingestellt. Im Rahmen seiner Doktorarbeit über den Dichterkreis Żagary interviewte er Czesław Miłosz, Jerzy Putrament, Aleksander Rymkiewicz und Jerzy Zagórski. Anders als spätere Interviews blieben diese jedoch unveröffentlicht. Von 1979 bis 1982 war er Direktor des Instituts für Westeuropa- und Nordamerikastudien. 1982 promovierte er mit der Arbeit Poezja żagarystów do roku 1945 und wurde wissenschaftlicher Mitarbeiter am Institut für Polnische Philologie. Zudem dozierte er bis 1987 an der Staatlichen Theaterhochschule Krakau. 1987 dozierte er an der Universität Charles de Gaulle in Lille und erstellte Sendungen für Radio France Nord. 1989 habilitierte er mit der Arbeit Uwięziony w śmierci. O twórczości Tadeusz Gajcego. Ab 1990 dozierte er an der Universität Warschau und wurde 1993 dort außerordentlicher Professor. 1996 wurde er Mitglied des polnischen PEN-Clubs. Von 1996 bis 2004 war er Jurymitglied des Nike-Literaturpreises. Zudem leitete er von 1996 bis 2010 die Fernsehsendung Telewizyjne Wiadomości Literackie, die zunächst alle zwei Wochen auf TVP Polonia und ab 1999 monatlich auf TVP2 ausgestrahlt wurde. Daneben leitete von 1997 bis 1998 das Kulturmagazin Latarnik auf TVP Polonia und 2003 die Sendung Jatka Kulturalna auf TVP3. Von 2001 bis 2003 gehörte er dem Senderrat von TVP 3 an. Von 2006 bis 2016 war er Jurymitglied des Mitteleuropäischen Literaturpreises Angelus. 2013 wurde er Chefredakteur der wissenschaftlichen Buchreihe Biblioteka Narodowa.
Er lebt in Wrocław.

## Publikationen

### Sachbücher
- Szansa poetyckiego historyzmu, 1978
- Ostatnia wieleńska plejada. Szkice o poezji kręgu Żagarów, 1981 (2. veränderte Aufl. 1990)
- Pół wieku czyśćca. Rozmowy z Tadeusz Konwickim, 1986
- Rozmowy ze Stanisławem Lemem, 1984–1985 in Odra; 1987 als Buch (2. korr. und erw. Aufl. 2002)
  - Lem über Lem. Gespräche, 1986
- Uwięziony w śmierci. O twórczości Tadeusza Gajcego, 1992
- Rozdarta kurtyna. Rozważania nie tylko o teatrze, 1993, Gespräche mit Kazimierz Braun
- Piotr Siemion, 2000
- Historia literatury polskiej w rozmowach XX–XXI wieków, 2002
- Szuflada z Atlantydy, 2002
- Historia i fantastyka, 2005, Gespräche mit Andrzej Sapkowski
- Okruchy Atlantydy. Wrocławski riff, 2011
- Kosmos miedziorytu, 2015, zusammen mit Przemysław Tyszkiewicz
- Gajcy. W pierścieniu śmierci, 2016

### Lyrik
- Wybór niezobowiązujący, 1983
- Już tylko sen, 1990
- Historia nie byle jaka o dziejach dzielnego Chluptaka, 1991